# Episodi di Happy Days (seconda stagione)

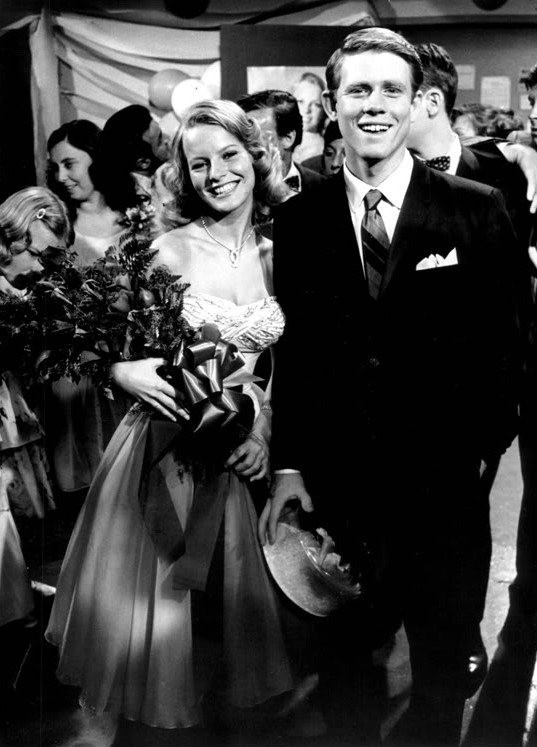
Ron Howard e Cheryl Ladd in un episodio della serie del 1974

La seconda stagione della serie tv Happy Days è stata trasmessa negli Stati Uniti dal 10 settembre 1974 al 6 maggio 1975. In Italia questa stagione è stata trasmessa in prima visione su Rai 1 tra il 28 dicembre 1977 (episodio 12) e il 26 dicembre 1979 (episodio 16). Nel primo passaggio televisivo italiano non sono stati trasmessi tutti gli episodi e non è stato seguito l'ordine cronologico originale.
| nº | Titolo originale                | Titolo italiano       | Prima TV USA      | Prima TV Italia  |
| -- | ------------------------------- | --------------------- | ----------------- | ---------------- |
| 1  | Richie Moves Out                | Appartamento per due  | 10 settembre 1974 | 31 dicembre 1977 |
| 2  | Richie's Car                    | Una macchina sospetta | 17 settembre 1974 | 29 dicembre 1977 |
| 3  | Who's Sorry Now?                | Rendimi l'anello      | 24 settembre 1974 | 10 gennaio 1978  |
| 4  | You Go to My Head               | Essere o non essere   | 1º ottobre 1974   | 2 gennaio 1978   |
| 5  | R.O.T.C.                        | Il caposquadra        | 8 ottobre 1974    | 12 gennaio 1978  |
| 6  | Haunted                         | Credi ai fantasmi?    | 29 ottobre 1974   | 23 dicembre 1979 |
| 7  | Wish Upon a Star                | Una diva per Richie   | 12 novembre 1974  | 3 gennaio 1978   |
| 8  | Not with My Sister, You Don't   | Primo appuntamento    | 19 novembre 1974  | 30 dicembre 1977 |
| 9  | Big Money                       | Il quiz televisivo    | 26 novembre 1974  |                  |
| 10 | A Star Is Bored                 | Recita di beneficenza | 3 dicembre 1974   | 11 gennaio 1978  |
| 11 | Guess Who's Coming to Christmas | Vigilia di Natale     | 17 dicembre 1974  |                  |
| 12 | Open House                      | Notte da scapoli      | 7 gennaio 1975    | 28 dicembre 1977 |
| 13 | Fonzie's Getting Married        | Fonzie si sposa       | 14 gennaio 1975   |                  |
| 14 | The Cunningham Caper            | L'asiatica            | 21 gennaio 1975   | 13 gennaio 1978  |
| 15 | The Not Making of the President | Campagna elettorale   | 28 gennaio 1975   | 5 gennaio 1978   |
| 16 | Cruisin                         | Sfida automobilistica | 11 febbraio 1975  | 26 dicembre 1979 |
| 17 | The Howdy Doody Show            | L'ora di Allegria     | 18 febbraio 1975  |                  |
| 18 | Get a Job                       | Cercasi lavoro        | 25 febbraio 1975  |                  |
| 19 | Fonzie Joins the Band           | Fonzie ci prova       | 4 marzo 1975      | 14 gennaio 1978  |
| 20 | Fish and the Fins               | Un amico importante   | 11 marzo 1975     | 6 gennaio 1978   |
| 21 | Richie's Flip Side              | Doppia personalità    | 18 marzo 1975     | 4 gennaio 1978   |
| 22 | Kiss Me Sickly                  | Eccesso di fiducia    | 29 aprile 1975    | 9 gennaio 1978   |
| 23 | Goin' to Chicago                | La grande città       | 6 maggio 1975     | 25 dicembre 1979 |

## Appartamento per due
- Titolo originale: Richie Moves Out
- Diretto da: Jerry Paris
- Scritto da: Ben Joelson e Art Baer

### Trama
Stanco di vivere con i genitori, Richie si trasferisce nell'appartamento dove abita suo fratello maggiore Chuck. L'esperienza si rivelerà più complicata del previsto.
- Altri interpreti: Beatrice Colen (Marsha), Linda Purl (Gloria), Randolph Roberts (Chuck), Misty Rowe (Wendy), Tita Bell (Trudy)

## Una macchina sospetta
- Titolo originale: Richie's Car
- Diretto da: Jerry Paris
- Scritto da: Bob Brunner e Michael Leeson

### Trama
Richie, alla ricerca della propria indipendenza, decide di comprare un'auto propria. Fonzie gli propone un "affare", dicendo che gli avrebbe venduto una macchina che ha vinto facendo una gara, questa però si rivelerà molto sospetta.
- Altri interpreti: Linda Purl (Gloria), Suzanne Roth (Charmaine), Lew Marlow (agente Marlow), Karl Swenson (detective)

## Rendimi l'anello
- Titolo originale: Who's Sorry Now?
- Diretto da: Jerry Paris
- Scritto da: Michael Leeson

### Trama
Richie esce con Arlene, una ragazza è che appena tornata in città e come pegno di fidanzamento gli prende l'anello che ha al dito. Ma l'asfissiante presenza di lei, lo induce a far di tutto per riprendersi l'anello e lasciarla.
- Altri interpreti: Tannis G. Montgomery (Arlene Nestrock), Virginia Gregg (mamma Nestrock), Robert Nichols (papà Nestrock), Jane Lambert (donna), Gary Morgan (usciere), Laura Siegel (Rita DeFazio)

## Essere o non essere
- Titolo originale: You Go to My Head
- Diretto da: Jerry London
- Scritto da: Phil Mishkin

### Trama
Richie ha qualche problema con le ragazze e, leggendo un libro di psicologia, decide di chiedere consiglio a uno psichiatra.
- Altri interpreti: Ivor Francis (dottor Ed Castle), Christina Hart (Carole Actman), Misty Rowe (Wendy), Pamela Peters (Anne)

## Il caposquadra
- Titolo originale: R.O.T.C.
- Diretto da: Jerry Paris
- Scritto da: Mickey Rose

### Trama
Richie, Potsie e Ralph fanno parte di un gruppo di cinque ragazzi comandati dal caposquadra Charlie (i R.O.T.C.) che, dopo un inizio non brillante, viene sostituito da un riluttante Richie. Potsie e Ralph iniziano a boicottarlo e Richie, non avvezzo ai comandi, tenta goffamente di prendere in mano la situazione fino ad arrivare a punirli.
- Altri interpreti: Richard Kuller (Charlie), David Ketchum (Col. Binicky), Misty Rowe (Wendy)
- Note: I R.O.T.C. (Reserve Officers' Training Corps) sono gruppi di ragazzi delle scuole superiori che si allenano per essere futuri militari.

## Credi ai fantasmi?
- Titolo originale: Haunted
- Diretto da: Garry Marshall
- Scritto da: Bruce Shelly e Dave Ketchum

### Trama
Richie, cercando un posto per festeggiare Halloween, si imbatte in casa Simpson abbandonata e creduta infestata dal fantasma della vecchia Simpson decapitata. Potsie ne organizza la festa, ma i Demons cercano di rovinare tutto spaventandoli.
- Altri interpreti: Beatrice Colen (Marsha), Lori Marshall (Witch), Scott Marshall (ragazzo vestito da cowboy), Linda Purl (Gloria), Neil J. Schwartz (Bag Zombroski dei Demons)

## Una diva per Richie
- Titolo originale: Wish Upon a Star
- Diretto da: Herb Wallerstein
- Scritto da: Dick Bensfield e Perry Grant

### Trama
Richie viene sorteggiato per spalleggiare la giovane diva Cindy Shea e, per fare questo, molla la sua ragazza Gloria. Ma i molteplici impegni della diva lo lasciano quasi sempre solo.
- Altri interpreti: Cheryl Ladd (Cindy Shea), Beatrice Colen (Marsha), Frank Ashmore (Johnny), Linda Purl (Gloria), James Daughton (Larry), Bryan O'Byrne (signor Carlyle)

## Primo appuntamento
- Titolo originale: Not with My Sister, You Don't
- Diretto da: Jerry Paris
- Scritto da: Dick Bensfield e Perry Grant

### Trama
Joanie ha un appuntamento con Spadino, il nipote di Fonzie, che sembra in tutto e per tutto simile allo zio. Quindi Richie ha l'incarico di seguirli, ma li perde, coinvolgendo Potsie, Ralph e Fonzie per trovarli. Ma i due erano a casa di Joanie a giocare a Monopoly.
- Altri interpreti: Danny Butch ("Spadino" Raymond Fonzarelli), Beatrice Colen (Marsha), Misty Rowe (Wendy), Neil J. Schwartz (Bag Zombroski), Susan Denbo (Carol)
- Note: Appare per la prima volta "Spadino" il nipote di Fonzie

## Il quiz televisivo
- Titolo originale: Big Money
- Diretto da: Jerry Paris
- Scritto da: Greg Strangis e Jerry Rannow

### Trama
Richie, spettatore con Potsie e Ralph, viene sorteggiato per rispondere alle domande del telequiz "Big Money", sul baseball, per un valore finale di cinquemila dollari. Alla fine della puntata Richie, che deve tornare per l'ultima domanda, riceve dal conduttore Whippett una busta con le risposte. Richie non capisce e alla puntata successiva Whippett gli dice che si fa questo perché al pubblico piace gente come Richie.
- Altri interpreti: Dave Madden (Jack Whippett), Beatrice Colen (Marsha), Linda Purl (Gloria), James Ritz (Quincy), Lou Wagner (Schnieber)
- Note: Il telequiz "Big Money" è realmente esistito tra il 1950 e il 1960, anche se con un altro nome.

## Recita di beneficenza
- Titolo originale: A Star Is Bored
- Diretto da: Jerry Paris
- Scritto da: Bobby Boswell

### Trama
Richie, Potsie e Ralph vogliono nuove divise per la loro squadra di baseball e, per i soldi, indicono una recita di beneficenza dove coinvolgono anche Fonzie perché la sua presenza attira il pubblico. Il suo modo particolare di recitare l'Amleto, sarà un successone.
- Altri interpreti: Beatrice Colen (Marsha), Britt Leach (reverendo Harlan), Alice Nunn (signora Stewart), Ronnie Schell (Monty Miller)

## Vigilia di Natale
- Titolo originale: Guess Who's Coming to Christmas
- Diretto da: Frank Buxton
- Scritto da: Bill Idelson

### Trama
Howard vuole festeggiare il Natale alla vecchia maniera e cioè solo con la sua famiglia. Richie, dopo essere stato con papà Howard da Fonzie a riparare l'auto, scopre che Fonzie è solo a festeggiare il Natale. Lo inviteranno a casa loro.
- Altri interpreti: Beatrice Colen (Marsha), Misty Rowe (Wendy), Randolph Roberts (Chuck Cunningham), Robert Casper (Orville), Marjorie Bennett (signora Harrison)

## Notte da scapoli
- Titolo originale: Open House
- Diretto da: Jerry Paris
- Scritto da: Bill James

### Trama
Richie, Potsie e Ralph hanno in mente di fare una notte da scapoli giocando a poker senza ragazze, a casa di Richie visto che i genitori sono in un albergo a festeggiare l'anniversario di matrimonio e Joanie è a casa di un'amica. Ma a tre ragazze con l'auto rotta, Richie si offre per l'ospitalità spinto da Potsie, intanto i genitori tornano a casa.
- Altri interpreti: Melanie Baker (Lisa Ellis), Nancy Bell (Chris), Colleen Camp (Rose), Cindy Cassell (Penny), Joan Prater (Ruth), Neil J. Schwartz (Bag Zombroski), Patricia Wilson (Carhop)

## Fonzie si sposa
- Titolo originale: Fonzie's Getting Married
- Diretto da: Jerry Paris
- Scritto da: Lowell Ganz e Mark Rothman

### Trama
Fonzie presenta ai Cunningham la sua futura sposa Maureen, ma Howard ha già visto quella ragazza a un congresso di ferramenta: è una spogliarellista e quando lei ride Howard non ha più dubbi. Per convincere Fonzie, Howard e Richie lo portano in un night, dove lei "lavora".
- Altri interpreti: Nellie Bellflower (Maureen), Simmy Bow (Emcee), Jack Perkins (ubriaco nel night)

## L'asiatica
- Titolo originale: The Cunningham Caper
- Diretto da: George Tyne
- Scritto da: Michael Weinberger e James Ritz

### Trama
L'asiatica è una malattia che Richie si è preso, ma per convincere i suoi a lasciare la casa libera, fa credere di sentirsi meglio, perché vuole vedere un film, tra l'altro sbagliato, che Potsie e Ralph hanno acquistato. Ma prima di loro due, arriva un ladro tutt'altro che cattivo che comunque imprigiona i tre. L'intervento di Fonzie sarà decisivo.
- Altro interprete: Herb Edelman (ladro)

## Campagna elettorale
- Titolo originale: The Not Making of the President
- Diretto da: Jerry Paris
- Scritto da: Lloyd Garver e Ken Hecht

### Trama
Tempo di elezioni presidenziali 1956: Adlai Stevenson II (democratico) contro Dwight David Eisenhower (repubblicano). Richie finisce per sostenere Stevenson perché, con Potsie e Ralph, è sostenuto da tante ragazze. Ciò indispettisce papà Howard repubblicano convinto che vede, dopo tante generazioni, il figlio passare al "nemico". Vincerà Eisenhover.
- Altri interpreti: Stephanie Steele (Debbie Hauser), Beatrice Colen (Marsha), Misty Rowe (Wendy)
- Note: Tema della puntata le Elezioni presidenziali negli Stati Uniti d'America del 1956.

## Sfida automobilistica
- Titolo originale: Cruisin
- Diretto da: Jerry Paris
- Scritto da: Ron Friedman

### Trama
Per conquistare tre ragazze dei Devils, Richie, Potsie e Ralph sfidano uno di loro, Dooley, a una gara automobilistica. Con le opportune modifiche di Fonzie all'auto del padre di Richie, la sua è dal carrozziere per un graffio fatto da mamma Marion, i tre vinceranno: ma le ragazze preferiranno rimanere coi Devils e Bag dei Damons, con cui hanno scommesso di non andare in bianco, li costringe a correre nudi davanti al locale di Arnold's.
- Altri interpreti: Maureen McCormick (Hildie), Michael Lembeck (Dooley), Neil J. Schwartz (Bag Zombroski)

## L'ora di Allegria
- Titolo originale: The Howdy Doody Show
- Diretto da: Jerry Paris
- Scritto da: Bob Brunner

### Trama
Allegria è un pupazzo dello show per bambini condotto da Buffalo Bob Smith, dove si esibisce il taciturno clown Clarabelle. Richie, dopo il rifiuto di Ralph, partecipa con tre bambini come somigliante ad Allegria con l'intento di fotografare il vero volto dell'inafferrabile clown che nessuno a mai riuscito a fotografare. Ci riuscirà per ottenere l'iscrizione a una prestigiosa università per giornalisti. Bob e il clown gli chiedono di non pubblicare la foto.
- Altri interpreti: Robert Brunner (Clarabelle), Bruce Kimmel (Mark Summers), Bob Smith (Buffalo Bob Smith)

## Cercasi lavoro
- Titolo originale: Get a Job
- Diretto da: Jerry Paris
- Scritto da: Bill Idelson

### Trama
Per mettere da parte qualche soldo, Richie, Potsie e Ralph sono disposti a fare qualche lavoretto domestico. Vengono contattati da Dorothy, una divorziata ventottenne, per riparare lo steccato, ma Potsie e Ralph, riluttanti al lavoro, se ne vanno presto lasciando solo Richie che terrà fede all'impegno. Invitato a cena, farà indispettire mamma Marion anche perché a cena c'era il suo piatto preferito: il polpettone.
- Altri interpreti: Leslie Charleson (Dorothy Kimber), Beatrice Colen (Marsha)

## Fonzie ci prova
- Titolo originale: Fonzie Joins the Band
- Diretto da: Frank Buxton
- Scritto da: Ben Joelson e Art Baer

### Trama
Richie, Potsie e Ralph fanno parte di una band musicale insieme a un amico batterista, ma per suonare alla loggia del leopardo, circolo del quale fa parte Howard, devono indossare lo smoking. Ci pensa Fonzie a procurarli, ma in cambio vuole entrare nella band coi bonghi. Il suo assolo coi bonghi non è gradito da nessuno e Richie, eletto capobanda, è incaricato di cacciarlo. Ma Fonzie lo salva da un pestaggio e Richie lo richiama nella band.
- Altri interpreti: Adam Arkin (Bo), Susan Richardson (Carol Danson), Neil J. Schwartz (Bag Zombroski), Bob Harks (Waiter)
- Note: Per la prima volta Richie (al pianoforte), Potsie (voce e chitarra) e Ralph (chitarra e sassofono) formano una band musicale.

## Un amico importante
- Titolo originale: Fish and the fins
- Diretto da: Jerry Paris
- Scritto da: Phil Mishkin

### Trama
Grazie a Marion, amica della mamma di una rockstar col quale Richie è stato in campeggio anni prima, Richie si procura dei biglietti per il concerto che si svolge in teatro, ma sono lontani dal palco: così gli amici non credono che lui la conosca. Piombato a casa sua con la tutta band, Richie non dovrà dir niente a nessuno per stare tranquilli, ma al concerto Richie avrà la sua rivincita sui suoi amici.
- Altri interpreti: Flash Cadillac and The Continental Kids (Johnny Fish and the fins), Georganne LaPiere (Corrine), Borah Silver (guardia), Marjorie Bennett (signora), Shelley Spurlock (ragazza)
- Note: I Flash Cadillac and The Continental Kids eseguono a fine puntata il brano Young blood.

## Doppia personalità
- Titolo originale: Richie's Flip Side
- Diretto da: Herb Wallerstein
- Scritto da: Greg Strangis e Jerry Rannow

### Trama
Richie lavora come inserviente a una radio locale, la W.O.W. L'improvviso licenziamento del disc-jockey, Charlie Il Principe, permette a Richie di prenderne il posto con ottimi risultati, ma per questo arriverà a rinunciare all'università e persino snobbare i suoi amici.
- Altri interpreti: Warren Berlinger (Dj Charlie Il Principe), Jesse White (Padrone della radio, Bander), Beatrice Colen (Marsha), Jean Fraser (Sandy Hauser), Misty Rowe (Wendy), Tita Bell (Trudy), Alberto Isaac (ragazzo del bus)

## Eccesso di fiducia
- Titolo originale: Kiss Me Sickly
- Diretto da: George Tyne
- Scritto da: Michael Weinberger e James Ritz (sceneggiatura) e Paul Lichtman e Howard Storm (storia)

### Trama
Fonzie va a Rockford per un demolition derby, lasciando Richie a guardia della sua ragazza Denise. Ma lei per ripicca lo bacia, nonostante abbia la mononucleosi. Richie sarà costretto a confessare a Fonzie l'accaduto, al suo ritorno da Rockford.
- Altri interpreti: Laurette Spang (Denise Hudson), Misty Rowe (Wendy), Didi Conn (Joyce), Richard Kuller (ragazzo)

## La grande città
- Titolo originale: Goin' to Chicago
- Diretto da: George Tyne
- Scritto da: Frank Buxton

### Trama
Richie, Potsie e Ralph sono in un coro che va in gita a Chicago per apparire in TV. Fuggiti dall'albergo vanno in un night club, ma devono tornare con la cameriera Mitzi per aver dimenticato i soldi. Sorpresi dall'accompagnatore, mister Pinney, vengono accusati di indecenza, come lui quando viene sorpreso dalla sua collega, la signora Wheaton.
- Altri interpreti: George Furth (Pinney), Helen Page Camp (signora Wheaton), Phil Leeds (J. Jackie Silver), Pamela Myers (Mitzi)